# コロラド特大ジャガイモ事件

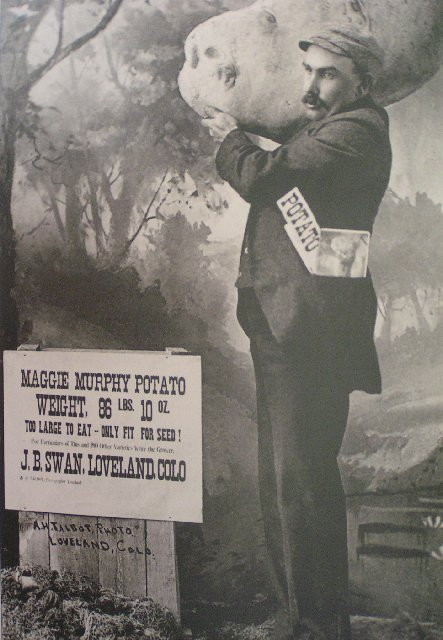
ジョセフ・B・スワンがジャガイモのようなものを担いでいる写真。看板にあるマギー・マーフィーとはじゃがいもの品種の１つである

コロラド特大ジャガイモ事件（コロラドとくだいジャガイモじけん）は、1895年にW・L・ソーンダイクが仕掛けた悪戯のことである。ソーンダイクは農夫であったジョセフ・B・スワンに巨大なマギー・マーフィー種のジャガイモのようなものを担ぐ格好をさせ、それを写真に撮影した。この写真は瞬く間にアメリカ全土へ広まり、リプリーズ・ビリーブ・イット・オア・ノットにまで展示された。

## 背景
この悪戯はアメリカのコロラド州ラブランドで行われた。このとき地元新聞の編集主幹だったW・L・ソーンダイクは、来るストリート・フェアの告知をしたいと考えていたが、そのために彼が頼ったのが農夫のジョセフ・スワン (Joseph B. Swan) であった。スワンは70種類以上の品種のジャガイモを育てたことで有名で、以前にも複数の新聞が彼の農園の作柄のよさを取りあげていた。
地元の写真家アダム・タルボットの協力をえて、ソーンダイクたちは1枚の写真をでっちあげ、それが1895年に『ラブランド・レポーター』 (Loveland Reporter) 誌に掲載された。これは重さが86ポンド10オンス（約39.3キログラム）、寸法が2フィート5インチ（約74センチメートル）のジャガイモの収穫、ととれる写真であった。スワンは誓ってこのジャガイモは自分が育てたものだと語った。この写真がアメリカ全土に広まるまで時間はかからなかった。1000人を超える市民がソーンダイク宛てに手紙を送り、特大のジャガイモを育てるためにマギー・ジャガイモのかけらを求めた。〔ジャガイモの〕種を欲しがる人も当たり前のようにいた。ソーンダイクは話が自分の手に負えないところまで広がっていることに気づき、この写真がでっちあげによる悪戯であることを認めた。彼によれば、この偽物のジャガイモはスワンに頼んで木彫りでつくってもらったものだった。

## インパクト
この写真はさまざまな出版物に掲載され、『サイエンティフィック・アメリカン』や『リプリーズ・ビリーブ・イット・オア・ノット』にも採用された。その書籍版である『ワールド・オブ・リプリーズ・ビリーブ・イット・オア・ノット』にもあらためて掲載されたが、この写真が悪戯によるものであることには言及がなかった。『リプリーズ・ビリーブ・イット・オア・ノット』はテレビ番組にも翻案されたが、この写真はそのオープニング映像に使われた。2012年に、コロラド州出身の劇作家リック・パッドンはこの悪戯を下敷きに2幕ものの戯曲『偉大なるラブランドのじゃがいもジョーク』 (The Great Loveland Potato Hoax) を書いている。